# Setting Me Up
«Setting Me Up» — песня, написанная Марком Нопфлером, впервые записанная и изданная рок-группой Dire Straits на их одноименном дебютном альбоме, но не выпущенная как сингл. Кен Такер в «Rolling Stone» описал песню как «неземную вещь», сочетающую в себе юмор и горечь, несмотря на типичную запутанную романтическую тему Такер отметил, что влияние песни усиливается грохочущим тоном певческого голоса Нопфлера и гитарным соло в стиле кантри. Карли Дарлинг в Billboard Magazine похвалил гитарную игру в стиле рокабилли, но раскритиковал текст песни.
Песня появилась на двойном концертном альбоме Эрика Клэптона «Just One Night» 1980 года с Альбертом Ли в качестве вокалиста Альберт Ли также записал свою версию песни для своего альбома Hiding с вокальными гармониями в исполнении Дона Эверли
«Setting Me Up» — одна из пяти песен, для которых издатель Нопфлера сделал демоверсии в стиле кантри без одобрения автора песен, что привело к ряду кавер-версий в стиле кантри этой и других песен Американская кантри-группа Highway 101 исполняла свою версию песни для их альбома 1988 года Highway 101² и выпустили её как третий сингл с данного альбома в январе 1989 года. Песня достигла #7 на биллбордовском чарте Hot Country Singles в апреле 1989 года. Их версия имеет общий ведущий вокал Полетт Карлсон и басиста Кёртиса Стоуна.